# Girl (bài hát của The Beatles)
"Girl" là một ca khúc được sáng tác bởi John Lennon  (đề tên Lennon-McCartney) dựa trên ý tưởng của Lennon và trình diễn bởi The Beatles trong album phát hành năm 1965, Rubber Soul. "Girl" là ca khúc được hoàn thành cuối cùng trong album.

## Hoàn cảnh ra đời
Trong những bản tình ca đầu tiên của Beatles, "Girl" là một trong những ca khúc u sầu và phức tập nhất. Giống như "And I Love Her" và "Michelle", "Girl" sử dụng những nhạc cụ có sự tương đồng với âm nhạc Hy Lạp. Lennon và Harrison chơi guitar acoustic, ngoài ra George cũng sử dụng acoustic 12 dây.
McCartney chia sẻ rằng ông đã đóng góp câu "Was she told when she was young that pain would lead to pleasure" và "That a man must break his back to earn his day of leisure". Tuy nhiên, trong buổi phỏng vấn năm 1970 với Rolling Stone, John Lennon giải thích rằng ông đã viết những dòng đó như một phản hồi đối với Ki tô giáo mà mình phản đối vào thời điểm đó. Lennon bày tỏ: "Tôi chỉ đang nói về Ki tô giáo, bạn như phải chịu đựng sự tra tấn trước khi được bước chân lên thiên đường. [...] Bị tra tấn và sau đó mọi chuyện sẽ ổn thôi. Nhưng tôi không tin vào điều đó, rằng bạn phải chịu bất cứ nỗi đau đớn nào để đạt được bất cứ thứ gì". McCartney cũng tuyên bố rằng giọng bè của ca khúc được truyền cảm hứng từ sản phẩm mới nhất của nhóm nhạc The Beach Boys (có thể là đĩa đơn "You’re So Good to Me" phát hành tháng 7 năm 1965). Theo như một số ghi chép: 
The Beach Boys có một ca khúc kết thúc với "la la la". Chúng tôi thích sự ngây thơ của nó và muốn học hỏi, nhưng tất nhiên đó không phải là sự sao chép toàn bộ.

Lennon chia sẻ rằng cô gái kỳ ảo trong lời bài hát là hình mẫu mà ông đã tìm kiếm trong cả cuộc đời mình ("Đó không chỉ là một cô gái – cô gái ấy là một giấc mơ") và cuối cùng ông đã gặp Yoko Ono. Trong bài phỏng vấn với Rolling Stone tháng 5 năm 1980, Lennon chia sẻ rằng ca khúc "Woman" phát hành năm 1980 "gợi cho tôi nhớ đến một ca khúc thời Beatles, nhưng tôi cố gắng để không lặp lại những âm thanh ấy. Tôi đã sáng tác nó (Woman) như đã tạo ra "Girl" những năm trước. Nó như một phiên bản trưởng thành của "Girl" vậy".
Tháng 11 năm 1977, Capitol Records lên kế hoạch phát hành phiên bản Hoa Kỳ cho "Girl" với mặt sau là "You’re Going to Lose That Girl" như một đĩa đơn (Capitol 4506) đi kèm "Love Songs", một album tuyển tập chứa cả hai ca khúc đó. Tuy nhiên, đĩa đơn này đã bị hủy trước khi phát hành.

## Các phiên bản hát lại
- Dalida thu âm "Girl" bằng tiếng Ý và phát hành với tên "Amo" trong album tiếng Ý Piccolo Ragazzo năm 1967.
- Johnny Hallyday thu âm "Girl" bằng tiếng Pháp và phát hành với tên gọi "Je t’aime" năm 1967

## Thành phần tham gia sản xuất
- John Lennon – hát chính, guitar acoustic.
- Paul McCartney – hát bè, guitar bass.
- George Harrison – hát bè, guitar acoustic.
- Ringo Starr – trống.